# Bxhpi

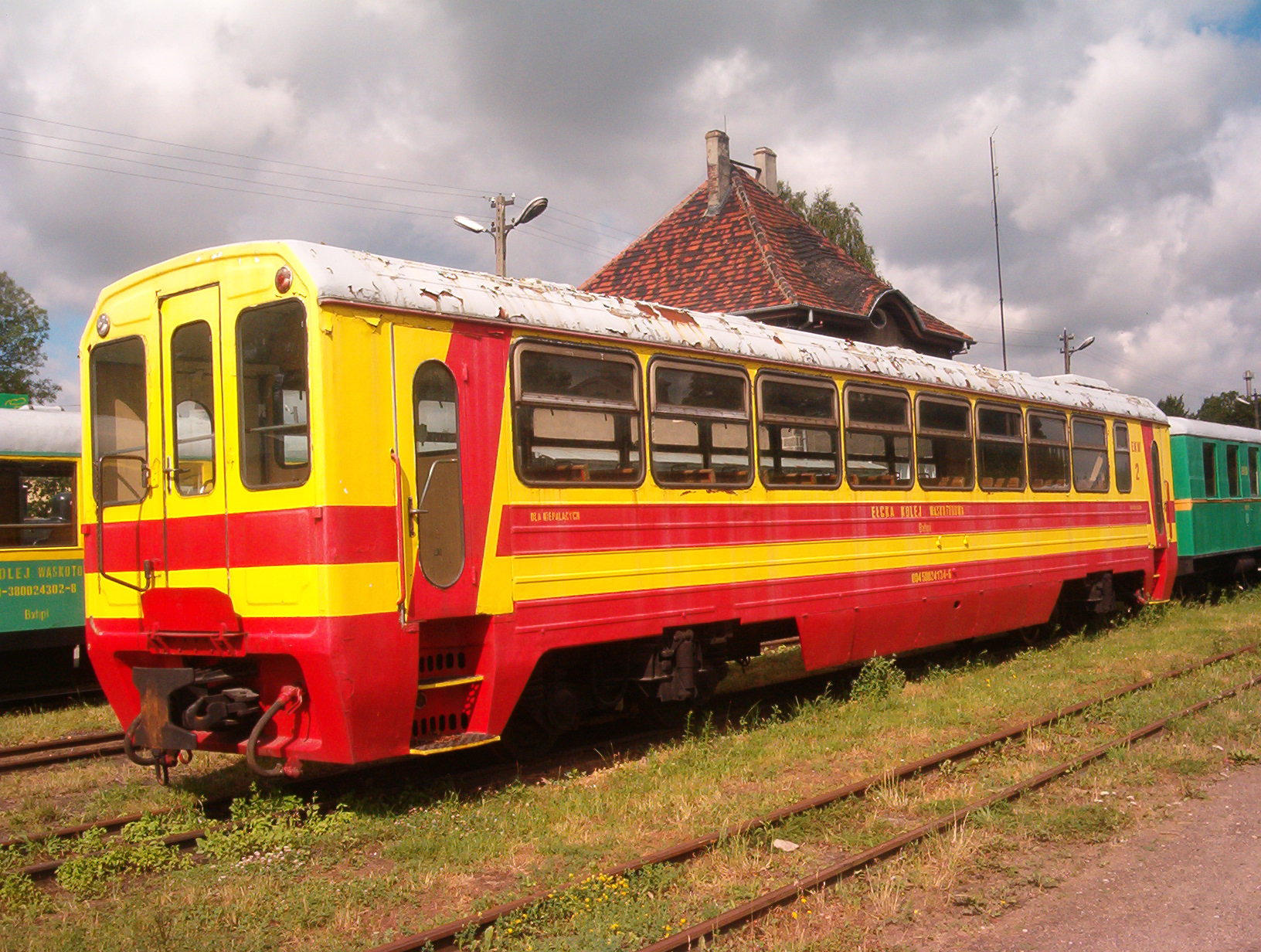
Wagon typu A208P (FAUR)

Bxhpi – oznaczenie na Polskich Kolejach Państwowych wąskotorowych, czteroosiowych wagonów osobowych drugiej klasy, przechodnich, wyposażonych w hamulec pneumatyczny.
Oznaczenie oddaje podstawowe dane:
B – Wagon osobowy drugiej klasy
x – czteroosiowy
h – wyposażony w hamulec
p – hamulec pneumatyczny
i – wagon ma pomosty przejściowe

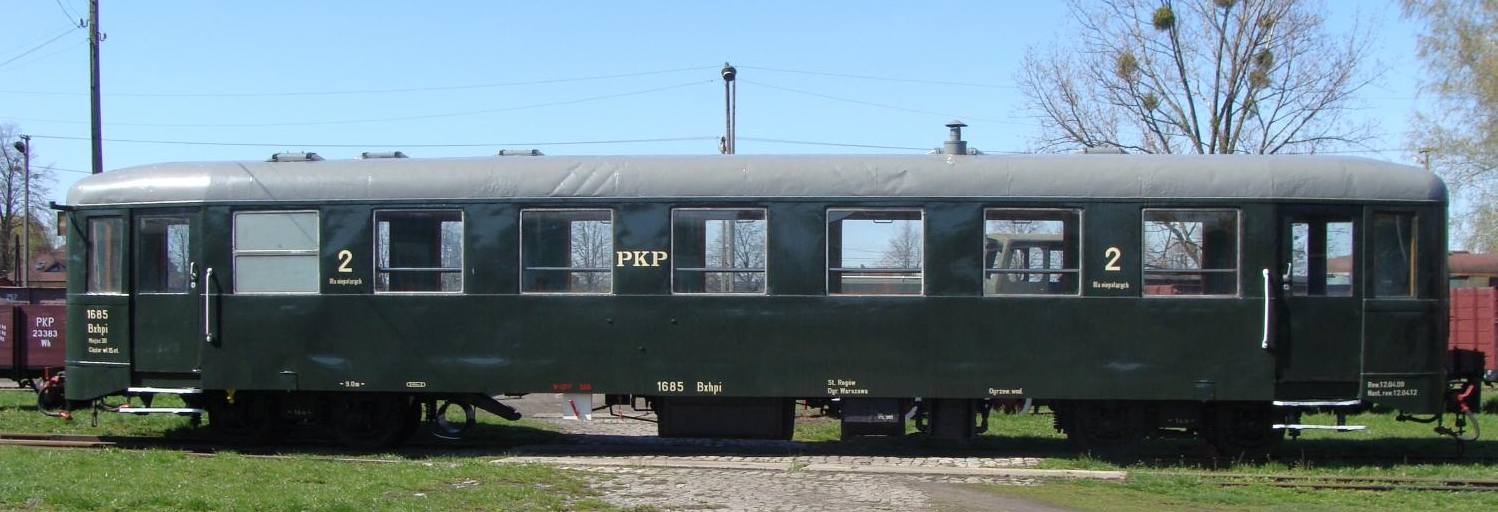
Wagon typu 1Aw na muzealnej trasie Kolei Wąskotorowej Rogów - Rawa - Biała.

Ze względu na wspólne cechy ogólne, tym oznaczeniem określa się wagony pasażerskie różnych typów: 1Aw produkcji polskiej (FW Świdnica), 3Aw produkcji polskiej (Pafawag), typu A20D-P produkcji rumuńskiej (FAUR) oraz wszystkie wagony o powyżej podanych cechach.